# Pilocrocis dithyralis
Pilocrocis dithyralis là một loài bướm đêm trong họ Crambidae.